# Bügelperlen

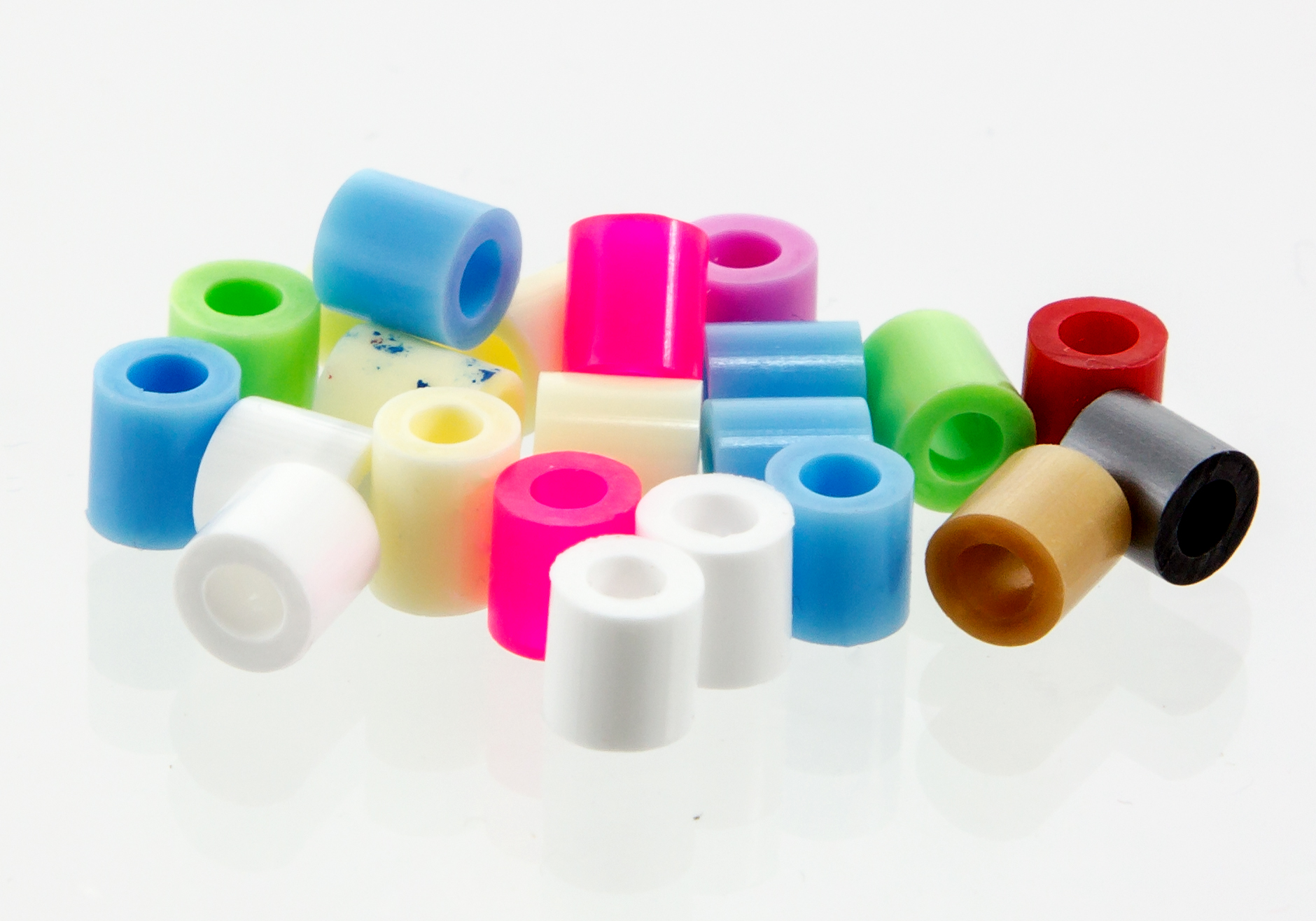
Unverarbeitete Bügelperlen

Bügelperlen sind kleine zylinderförmige Bastelperlen aus Kunststoff, die unter Hitzeeinwirkung miteinander verschmelzen. Als Werkstoff kommt meist LDPE zum Einsatz.
Entwickelt wurden sie 1971 von Malte Haaning (dänisches Unternehmen „Hama“). Später erschienen sowohl kleinere als auch größere Ausführungen sowie weitere Produktreihen. Inzwischen werden die Perlen von zahlreichen Herstellern angeboten.
Die Perlen sind in vielen verschiedenen Farben, durchsichtig, gestreift und mit Glitter erhältlich. Sie werden auf einer Steckplatte mit vielen regelmäßigen Stiften zu einem gewünschten Motiv angeordnet. Die Steckplatten sind sowohl als große Rechtecke als auch mit vorgegebenen Silhouetten (Tierfiguren, Herzen, geometrische Formen etc.) erhältlich. Mittels der Hitze eines heißen Bügeleisens verbinden sich die Perlen, durch ein dazwischen gelegtes Backpapier kleben sie nicht am Eisen und können danach als Ganzes von der Stiftplatte entfernt werden.
Meist werden kleinere flache Bilder und Objekte erstellt, jedoch gibt es auch dreidimensionale Modelle und große Motivbilder.

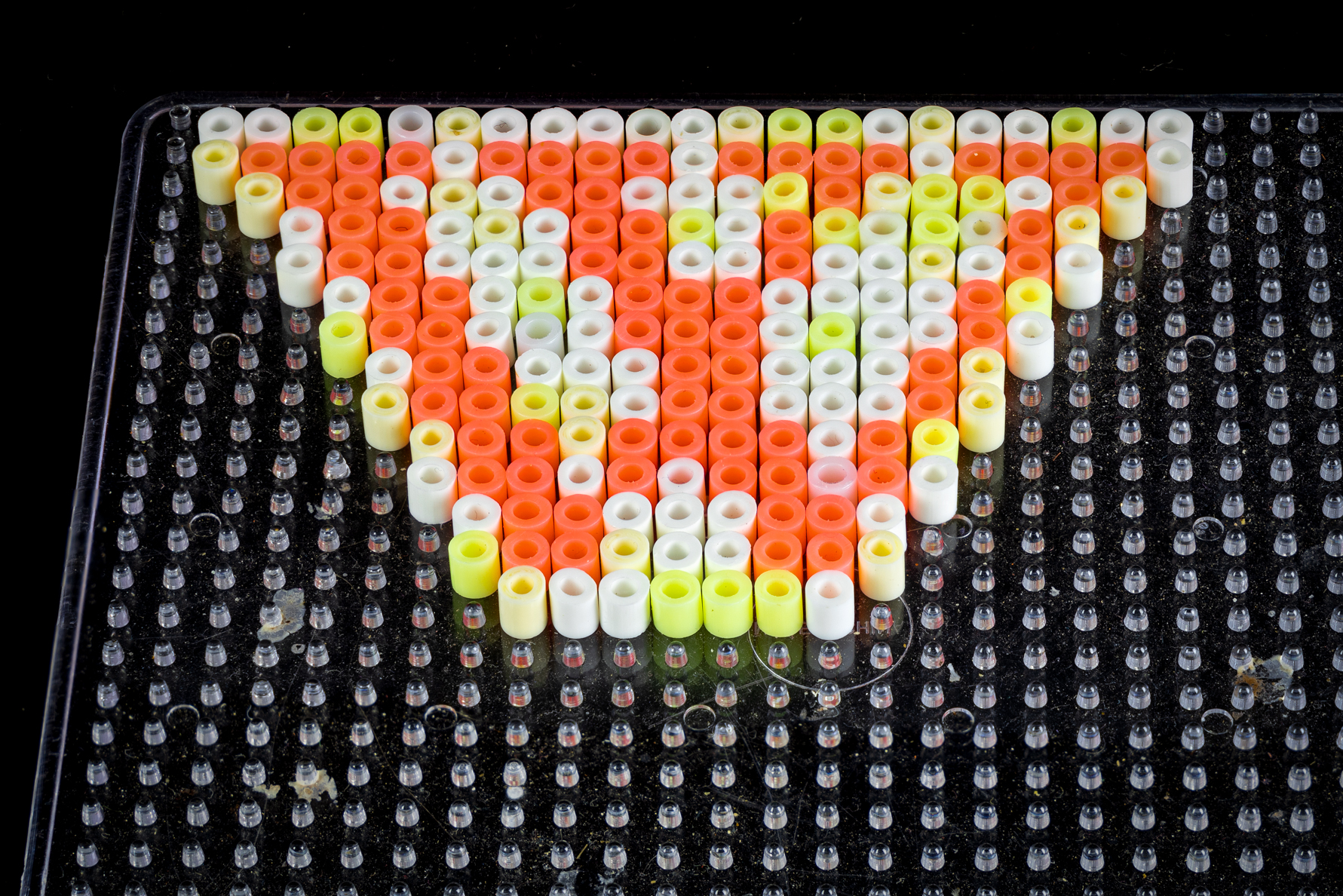
Vorbereitetes Motiv auf einer Steckplatte …
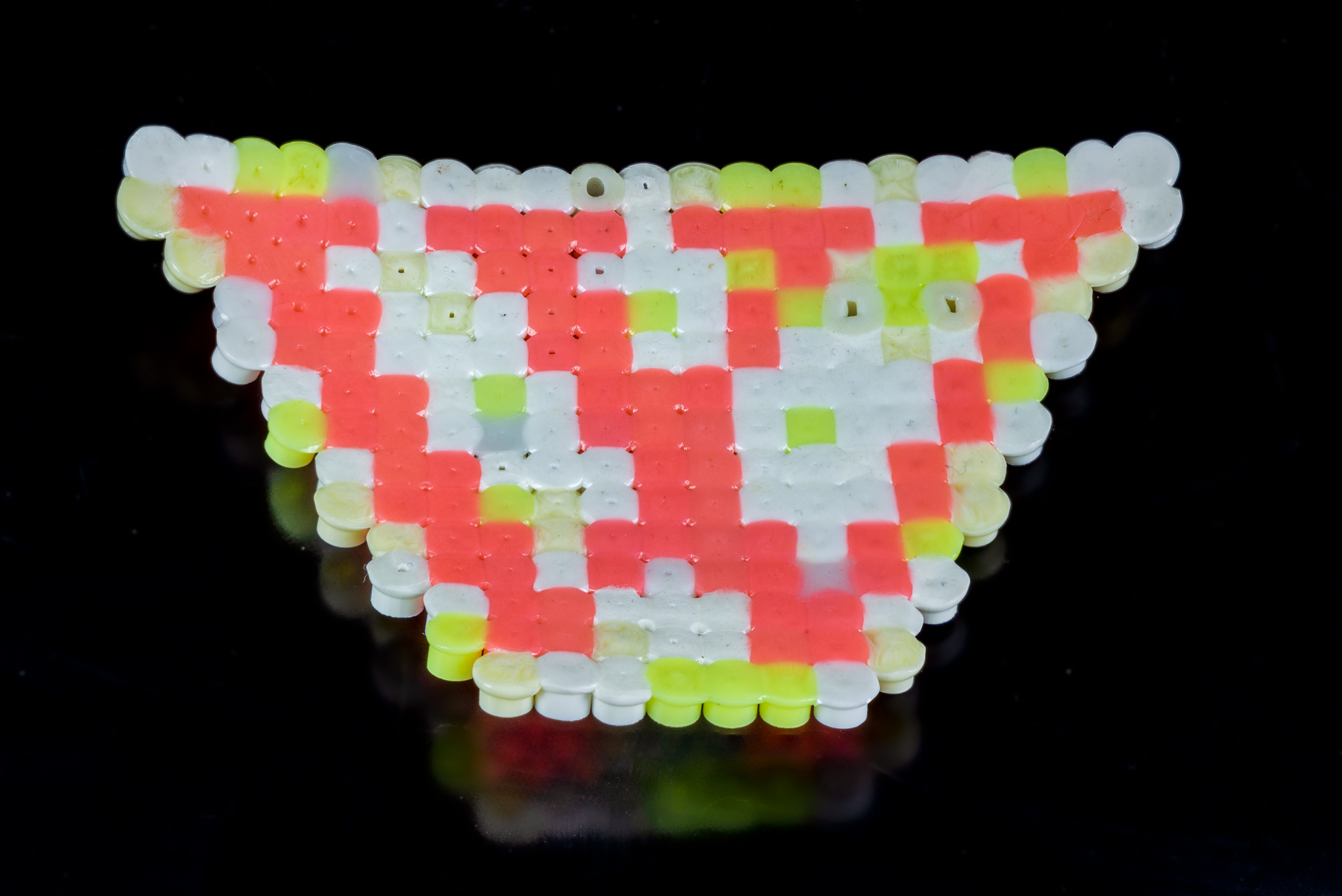
… und das Ergebnis nach dem Bügeln